# Rudolf Schultz von Dratzig
Rudolf Schultz von Dratzig (* 15. Juli 1897 in St. Johann an der Saar; † um den 22. April 1945 in Berlin) war ein deutscher Verwaltungsbeamter und SS-Führer.

## Leben
Die Vorfahren wurden 1872 nobilitiert. Der Sohn eines gleichnamigen späteren Oberst a. D. Rudolf Schultz von Dratzig (1849–1923) und dessen Ehefrau Edda, geborene Mollard (1870–1948), wuchs auf dem elterlichen Gut in Nieder Langenöls auf. Im nahe gelegenen Lauban besuchte er das Gymnasium und legte nach Ausbruch des Ersten Weltkrieges im September 1914 die Prüfung zum Dienst als Einjährig-Freiwilliger ab. Er trat in den Heeresdienst beim Husaren-Regiment „von Schill“ (1. Schlesisches) Nr. 4 ein, erhielt eine militärische Ausbildung und war Kriegsteilnehmer. Nach Kriegsende wurde er Ende April 1919 aus der Armee im Rang eines Leutnants entlassen.
Nachdem er das Abitur nachgeholt hatte, studierte er in Berlin sowie Leipzig Agrar- und Wirtschaftswissenschaft und wurde in Leipzig 1927 mit der Dissertation Die Organisation der Gespannarbeit im Hinblick auf die Verwendung von Motorpflügen zum Dr. phil. promoviert.
Anfang Oktober 1929 trat er in die NSDAP ein (Mitgliedsnummer 162.436) und im Oktober 1931 in die Allgemeine SS (SS-Nr. 12.332). Ebenfalls im Oktober 1931 wurde er zum SS-Sturmführer. Nach Beginn der Zeit des Nationalsozialismus wurde er 1933 Landrat im Kreis Lauban, danach war er ab 1940 Oberlandrat in Pardubitz beziehungsweise ab 1943 in gleicher Funktion in Königgrätz tätig. Seinen höchsten SS-Rang erreichte er im November 1943, als er zum SS-Oberführer befördert wurde.
Offiziell ab Februar 1944 folgte er Erich Müller als Leiter der Personalabteilung im Reichsministerium für Volksaufklärung und Propaganda (RMVP) nach. Während der Schlacht um Berlin beging er im April 1945 Suizid.

## Auszeichnungen
- Eisernes Kreuz I. (1918) und II. Klasse im Ersten Weltkrieg[3]
- Kriegsverdienstkreuz I. und II. Klasse ohne Schwertern im Zweiten Weltkrieg[3]